# Helmut Koester
Helmut Heinrich Koester (18 de dezembro de 1926 – 1 de janeiro de 2016) foi um estudioso americano especializado no Novo Testamento e Cristianismo primitivo na Escola de Divindade de Harvard. Suas pesquisas concentravam-se principalmente nas áreas de interpretação do Novo Testamento, história do cristianismo primitivo e arqueologia do período cristão primitivo.

## Vida
Koester nasceu em Hamburgo, Alemanha. Serviu na Marinha da Wehrmacht de 1943 a 1945 e foi libertado de um campo de prisioneiros de guerra em 1945. Estudou sob orientação de Rudolf Bultmann na Universidade de Marburgo. Apresentou sua tese de doutorado em 1954 e depois tornou-se assistente de Günther Bornkamm na Universidade de Heidelberg de 1954 a 1956. Koester começou a lecionar na Escola de Divindade de Harvard em 1958 e tornou-se Professor de Pesquisa John H. Morison em Divindade e Professor de Pesquisa Winn em História Eclesiástica em 2000. Koester foi co-editor e presidente do conselho editorial do Novo Testamento da série de comentários "Hermeneia: A Critical and Historical Commentary on the Bible" publicada pela Fortress Press (Minneapolis). Ele serviu como presidente da Sociedade de Literatura Bíblica (1991), foi membro da Studiorum Novi Testamenti Societas (SNTS) e foi eleito membro da Academia Americana de Artes e Ciências.
Koester foi um ministro ordenado da Igreja Luterana. Em 1953, casou-se com Gisela Harrassowitz, com quem teve quatro filhos: Reinhild, Almut, Ulrich e Heiko. Teve três netos, incluindo Christopher, Lukas e Alexander. Ele morreu em 1 de janeiro de 2016, aos 89 anos.

## Trabalho
Em sua dissertação (publicada como Synoptische Überlieferung bei den Apostolischen Vätern, ou seja, "Tradição Sinótica nos Pais Apostólicos"), Koester conseguiu demonstrar que muito material nos chamados Pais Apostólicos que apresenta paralelos com elementos nos Evangelhos Sinóticos não necessariamente reflete dependência da forma escrita dos Sinóticos conhecida por nós. Esta foi uma observação extremamente significativa, com a qual todas as pesquisas subsequentes sobre as tradições evangélicas cristãs primitivas teriam que considerar. Entre suas numerosas publicações posteriores, sua obra em dois volumes Introduction to the New Testament tornou-se uma obra de referência padrão. Koester considera que as narrativas do nascimento virginal de Jesus têm raízes na mitologia helenística.

## Obras selecionadas

### Livros
- ——— (1957). Synoptische Überlieferung bei den Apostolischen Vätern. Col: TU. 65. Berlin: Akademie Verlag
- ———; Robinson, James M. (1971). Trajectories through Early Christianity. Philadelphia, PA: Fortress. ISBN 9780800600587. OCLC 153829
- ——— (1982). History, Culture, and Religion of the Hellenistic Age. Col: Introduction to the New Testament. 1. New York: De Gruyter. ISBN 9783110814064. OCLC 857587519
- ——— (1982). Introduction to the New Testament. Col: Hermeneia: foundations and facets. 1. Minneapolis, MS: Fortress Press. ISBN 9780800621001. OCLC 8669669
- ——— (1982). Introduction to the New Testament. Col: Hermeneia: foundations and facets. 2. Minneapolis, MS: Fortress Press. ISBN 9780800621018. OCLC 8669669
- ——— (1985). History and Literature of Early Christianity. Col: Introduction to the New Testament. 2. New York: De Gruyter. ISBN 9783110812657. OCLC 979906796
- ——— (1990). Ancient Christian Gospels. Harrisburg: Trinity Press International. ISBN 0334024501
- ——— (2007). Paul & His World: Interpreting the New Testament in its Context. Minneapolis, MS: Fortress Press. ISBN 9780800638900. OCLC 71004165
- ——— (2007). From Jesus to the Gospels: Interpreting the New Testament in its Context. Minneapolis, MS: Fortress Press. ISBN 9780800620936. OCLC 86117504

### Editado por
———, ed. (1995). Ephesos Metropolis of Asia: an interdisciplinary approach to its archaeology, religion, and culture. Col: Harvard Theological Studies. 41. Valley Forge, PA: Trinity Press International. ISBN 9781563381560. OCLC 33133132